# KrAZ-6322
KrAZ-6322 je serija vojnih kamiona teškog transporta ukrajinskog proizvođača KrAZ-a. Nastao je na temelju prijašnjih modela KrAZ-255 i KrAZ-260 te je riječ o svojevrsnoj naprednijoj inačici koja zadovoljava današnje standarde.

## Opis
KrAZ-6322 je kamion pouzdanog i dokazanog dizajna a može prenijeti teret od preko deset tona ili 24 vojnika. Također, postoji i mogućnost vuće prikolice od 30 tona na teškim cestama. Može ga se koristiti i na pistama za vuću aviona maksimalne težine 75 tona.
Kao pogon koristi dizelske V8 motore YaMZ-238D (EURO 0) ruske proizvodnje koji razvijaju snagu od 330 KS. Riječ je o standardnim motorima iako se mogu ponuditi jači YaMZ-238DE2 motori (EURO II). Također, postoji mogućnost ugradnje motora Cumminsa, Deutza, Volva i drugih proizvođača, ovisno o zahtjevu klijenta.

## Modeli
- KrAZ-6322 "Soldier" (rus. КрАЗ-6322 "Солдат"): teretni kamion.
- KrAZ-6322 AF1 (rus. КрАЗ-6322 АФ1): KUNG model na šasiji KrAZ-6322.
- KrAZ-6322RA (rus. КрАЗ-6322РА): BM-21 Grad na šasiji KrAZ-6322.
- KrAZ-6322 "Raptor"
- KrAZ "Feona": minsko-zaštitno vozilo (MRAP) na šasiji na šasiji KrAZ-6322.
- KrAZ "Forpost" (rus. КрАЗ "Форпост"):
- KrAZ-63221 (rus. КрАЗ-63221)
- ZCRS-122: (gru. დრს-122): gruzijska inačica KrAZ-6322RA.
- AT-12-63221 (rus. АЦ-12-63221): tanker goriva na šasiji KrAZ-6322.
- ATTV-10 (rus. АЦТВ-10): tanker vode na šasiji KrAZ-6322.
- KrAZ-63221REB-01 "Sentry" (rus. КрАЗ-6322РЭБ-01 "Часовой"): pasivni radar Kolčuga montiran na šasiji KrAZ-6322.

## Korisnici
- Angola:[1] angolska vojska.[2]
- Egipat:[1] egipatska vojska.[2]
- Gruzija: gruzijska vojska.[2]
- Indija[1]
- Indonezija[1]
- Irak: američka Vlada je naručila veliku količinu ovih kamiona za potrebe iračke vojske.[1][2]
- Iran[1]
- Jemen[1]
- Laos: laoška vojska.[2]
- Nigerija: nigerijska vojska.[2]
- Ukrajina: ukrajinska vojska.[2]

## Vanjske poveznice
- KrAZ-6322 Soldier Military Truck, Ukraine